# Římskokatolická farnost Polevsko
Římskokatolická farnost Polevsko (něm. Blottendorf) je církevní správní jednotka sdružující římské katolíky na území obce Polevsko a v jejím okolí. Organizačně spadá do českolipského vikariátu, který je jedním z 10 vikariátů litoměřické diecéze. Centrem farnosti je kostel Nejsvětější Trojice v Polevsku.

## Historie farnosti
Polevsko je poprvé zmiňováno v roce 1400. Kostel Nejsvětější Trojice byl vystavěn v letech 1716-1718, a v roce 1718 zde byla ustavena samostatná farnost. Ještě v roce 1948 je v diecézním katalogu uváděn jako polevský farář P. Jan Wartha, v roce 1954 je však již uváděno, že je farnost administrována excurrendo z Kamenického Šenova. Od 80. let 20. století je farnost administrována excurrendo z Nového Boru.

### Duchovní správcové vedoucí farnost
Začátek působnosti jmenovaného v duchovní správě farnosti od:
- 1735 Silvestrus Opitz
- 1751 Joannes Grossmann
- 1759 Joannes Elsner
- 1759 Joann. Fleck, † 8. 11. 1784
- 1785 par vacat, cap. Ferd. Richter
- 1786 Ignat. Küttel, n. 11. 5. 1749 Falkenaviens., o. 10. 6. 1775, † 10. 11. 1826
- 1828 Nicol. Kittel, n. 8. 12. 1764 Falkenav., o. 30. 8. 1789, † 12. 6. 1831
- 1832 par. vacat, cap. Joann. Titz
- 1833 Joann. Titz, n. 24. 6. 1801 Floehaviens, o. 4. 9. 1826, † 20. 9 1876
- 1853 Jos. Wilde, n. 6. 10. 1808 Widim, o. 28. 9. 1832, † 24. 5. 1888
- 1871 Robert. Scholz, n. 17. 11. 1826 Blottendorf, o. 25. 7. 1850, † 17. 8. 1885
- 1876 Aug. Franz, n. 6. 12. 1837 Leipa, o. 31. 7. 1862, † 24. 10. 1895
- 1895 par. vacat, admin. int. Jos. Böhm
- 1896 Jos. Böhm, n. 5. 1. 1869 Neuschloss, o. 17. 7. 1892,
- 1. 8. 1917 Joann Wartha, n. 1. 10. 1884 Wiedlitz, o. 11. 7. 1909
- po r. 1948 Josef Kunz
- 1. 6. 1955 Bohuslav Čálek
- 1. 8. 1957 Robert Vater
- 1. 4. 1979 Josef Pavlas, SDB admin. exc. z Nového Boru
- 1. 7. 2017 Pavel Morávek, adm. exc. z Nového Boru[1]

Kromě kněží stojících v čele farnosti, působili ve farnosti v průběhu její historie i jiní kněží. Většinou pracovali jako farní vikáři, kaplani, katecheté, výpomocní duchovní aj.

## Římskokatolické sakrální stavby na území farnosti
| Fotografie | Stavba                     | Místo    | Bohoslužby                      | Zeměpisné souřadnice             | Status       | Číslo kulturní památky           |        |
| Kostel | Kostel                     | Kostel   | Kostel                          | Kostel                           | Kostel       | Kostel                           | Kostel |
| --- | -------------------------- | -------- | ------------------------------- | -------------------------------- | ------------ | -------------------------------- | ------ |
| | Kostel Nejsvětější Trojice | Polevsko | bližší informace o bohoslužbách | 50°47′11″ s. š., 14°31′45″ v. d. | farní kostel | 16876/5-3217 (Pk•MIS•Sez•Obr•WD) |        |
| Některé drobné sakrální stavby a pamětihodnosti lze dohledat zde v databázi Drobné sakrální památky Zaniklé sakrální stavby lze dohledat zde v databázi Poškozené a zničené kostely, kaple a synagogy v České republice |                            |          |                                 |                                  |              |                                  |        |

Ve farnosti se mohou nacházet i další drobné sakrální stavby, místa římskokatolického kultu a pamětihodnosti, které neobsahuje tato tabulka.

## Příslušnost k farnímu obvodu
Z důvodu efektivity duchovní správy byl vytvořen farní obvod (kolatura) farnosti – děkanství Nový Bor, jehož součástí je i farnost Polevsko, která je tak spravována excurrendo. Přehled těchto kolatur je v tabulce farních obvodů českolipského vikariátu.